# Dietrich I. (Wettiner)
Dietrich I., der im 10. Jahrhundert lebte, gilt als Stammvater der Wettiner und damit als ältester nachweisbarer Ahnherr des derzeitigen belgischen Königs Philippe in direkter männlicher Linie. Über seine Herkunft und seine Lebensdaten gibt es keine gesicherten Informationen.
Dietrich I. wird vom Chronisten Thietmar von Merseburg († 1018) als Vater von Dedo I., Graf von Wettin, erwähnt. Zu Dedos Herkunft schreibt Thietmar (Chronica VI, 50 (34)), dass er „vom Stamm, der Buzicer genannt wird, und vom Vater Thiedricus seine Herkunft herleitete“ (de tribu, quae Buzici dicitur, et de patre Thiedrico originem duxisse) und am Hofe des Meißner Markgrafen Rikdag († 985), eines Verwandten väterlicherseits, aufwuchs (Hic Rigdago marchioni, agnato suimet, ab infancia serviebat, zu deutsch: „Hier diente er von Kindheit an dem Markgrafen Rikdag, seinem agnatischen Verwandten“). Während Thietmar als zeitgenössischer Chronist die Angabe Buzici offenbar noch für ausreichend hielt, wusste man im 13. Jahrhundert damit schon nichts mehr anzufangen. August der Starke bevorzugte dann eine Abstammung vom legendären Sachsenherzog Widukind (8./9. Jahrhundert).
Es ist denkbar, dass Dietrich I. noch vor 976/77 starb, denn in diesem Jahr brachte sein Sohn Dedo I. seine eigene Mutter als Gefangene einer Fehde nach Böhmen.
Heute gibt es im Wesentlichen drei gleichermaßen spekulative Theorien über Dietrichs Abstammung. Eine erste Theorie, in einer Dissertation von 1886 von Friedrich Kurze aufgestellt und von Otto Posse in seiner Genealogie des Hauses Wettin (1897) übernommen, bezieht Buzici auf „Buco“ oder „Buzo“, eine Kurzform von „Burchard“, und identifiziert die Buzici daher mit den Burcharden, Gefolgsleuten der Karolinger seit Karl dem Großen. Zwei in der Schlacht am Kap Colonna gegen die Sarazenen (13. Juli 982) gefallene Adlige, Dedi und Burchard, werden dabei als Brüder Dietrichs I. angesehen und Dedi I., Graf im Hassegau, († 14. März 957) als dessen Vater. Eine Erweiterung dieser Theorie führt Dietrichs Abstammung bis auf einen 908 gegen die Ungarn gefallenen Burchard, Markgrafen der sorbischen Mark, zurück. Eine zweite Theorie, die von Reinhard Wenskus und Stefan Pätzold vertreten wird, führt Buzici ebenfalls auf den Leitnamen Burchard zurück und hält Dietrich für einen Sohn des schwäbischen Herzogs Burchard III. († 973) aus dem Geschlecht der Burchardinger, der nach 926 einige Zeit in Sachsen verbrachte, aus einer urkundlich nicht belegten ersten Ehe mit einer Immedingerin namens Wieltrud. Zur Stützung dieser Theorie wird angeführt, dass in der Vorrede des allerdings erst im 13. Jahrhundert entstandenen Sachsenspiegels die Wettiner zu den schwäbischen Geschlechtern gezählt werden. Eine dritte Theorie, die u. a. im Lexikon des Mittelalters vertreten wird, macht Dietrich zum Sohn des Harzgau-Grafen Volkmar (Folcmar, um 945). Für diese Theorie spricht, dass der agnatische Verwandte Rikdag als Angehöriger der Harzgaugrafen gilt, einer Sippe, die sich bis ins 9. Jahrhundert zurückverfolgen lässt.
Dietrich hatte die Söhne:
- Dedo I., Graf von Wettin
- Friedrich I., Graf von Wettin und Eilenburg.